# Damán (India)
Damán (Damão en portugués) es una ciudad y un concejo municipal del Distrito de Damán en el territorio de la unión de Dadra y Nagar Haveli y Damán y Diu, India. Aunque no existe un aeropuerto público en la zona, la Guardia Costera de la India opera el pequeño aeropuerto de Damán, que a veces es utilizado por las empresas públicas (en su mayoría del estado de ejecución las líneas aéreas operan algunos aviones a partir de allí).

## Geografía
Damán tiene un promedio de 5 m s. n. m.

## Ciudad
Damán está dividida por el río Daman Ganga en dos partes: Nanidaman (de nani, que significa "pequeño") y Motidaman (de moti, que significa "grande"). Irónicamente, Nanidaman es la mayor de las dos ciudades. Es el centro de la ciudad y contiene la mayor parte de las entidades importantes como principales hospitales, supermercados, grandes zonas residenciales, etc. En cuanto a Motidaman, es la antigua ciudad habitada principalmente por las comunidades de pescadores y funcionarios de gobierno (la mayoría de las oficinas públicas se encuentran allí). Tanto Nanidaman y Motidaman están conectadas entre sí por dos puentes (uno para vehículos ligeros, vg. de dos ruedas, y el otro para vehículos pesados como camiones, coches, etc.) El puente más pequeño se desplomó en agosto de 2004 matando a 28 escolares. Fue sustituido por otro, que también se derrumbó. Pequeñas embarcaciones trasladan a los pasajeros de orilla a orilla por una INR. Un nuevo puente se ha construido que conecta las dos zonas.
Localizada a 93 km al norte de Mumbai, Damán, junto con las localidades vecinas de Vapi, Bhilad-Sarigam, Bilimora y Silvassa forman un centro de producción importante, donde se fabrica una variedad de productos como plaguicidas, productos químicos, fertilizantes, juguetes, electrónica, colorantes, tintas de imprenta, molinos de viento, plásticos, etc. En general, la población disfruta de una aceptable calidad de vida, ya que Damán tiene una serie de reputados hospitales, escuelas y otras instituciones públicas.

## Historia
El portugués Diogo de Melo llegó al lugar por casualidad en 1523 cuando, de camino hacia la perlífera Ormuz, una violenta tormenta impelió su nao hacia la costa de Damán. Poco después se estableció como una colonia portuguesa y se mantuvo así durante más de 400 años. Una fortaleza mayor construida en Motidaman en el siglo XVI para protegerse contra los mogoles) fue la sede de gobierno hasta la llegada de los portugueses. La edificación sigue en pie hoy día, la mayor parte conservada en su forma original. Hoy en día la mayoría de las oficinas del gobierno municipal se encuentra en el interior de esta fortaleza.
Damán fue incorporada dentro de la India en diciembre de 1961 después de una batalla entre los portugueses y los indios. La batalla dejó cuatro indios muertos y 14 heridos, y 10 portugueses muertos y 2 heridos.

## Barrios de Damán
Hay muchos pequeños pueblos alrededor de Damán, como Benslore, Kunta, bhimpor, Kadya, Varkund y Khariwar. Estos pueblos actúan principalmente como zonas residenciales para familias de clase media-baja. Aquí Varkund es el pueblo más grande en Damán, en la que una gran megaestructura se ha construido con nombre Thunderbird Resorts Daman. Se ofrece una combinación excepcional de un resort de cinco estrellas, discoteca, restaurantes especializados, spa, servicios de reuniones y un miembro del club, junto con muchas más características de clase mundial.

## Demografía
En 2001 el censo de India para Damán tenía una población de 35.743. Los hombres constituyen 53 % y las mujeres 47 %. Damán tiene un alfabetismo promedio de 76 %, mayor que el promedio nacional que es de 64.84 %: el alfabetismo masculino es de 81 % y el femenino es de 70 %. En Damán, el 12 % de la población está por debajo de los 6 años de edad.
La mayoría de la población consiste en migrantes y trabajadores (de toda la India) bien educados y habilidosos que residen en Damán por cerca de 4 o 5 años. La población local consiste primordialmente en pescadores llamados Tandels in Guyarati; la mayoría consiste en una mezcla de hindúes, musulmanes y cristianos, siendo entre estos los hindúes el grupo dominante.

## Turismo
Damán es un popular destino turístico. Esto se debe principalmente a sus playas vírgenes y la libertad relativa de beber licor, lo cual es prohibido en el vecino estado de Guyarat. Principalmente atrae a turistas de las zonas vecinas como Vapi, Bhilad, Valsad, Surat y hasta Baroda. Las dos conocidas playas de Damán son Devka y Jumpore.

## Polución
Damán, junto con Vapi, es una de las zonas más contaminadas del mundo. A partir de 2007, el alemán Blacksmith Institute calificó esta zona como el quinto lugar más contaminado del mundo. Los principales contaminantes son los metales pesados como plomo, cadmio, etc. Hay muchas industrias farmacéuticas en Vapi que causan gran preocupación por la contaminación.